# Cerkev svetega Lovrenca, Bizeljsko
Cerkev svetega Lovrenca na Bizeljskem je župnijska cerkev Župnije Bizeljsko. Cerkev stoji na osamelcu Hribček, vzhodno od jedra naselja.

## Zgodovina
Srednjeveški viri cerkve sv. Lovrenca na Bizeljskem ne omenjajo, vendar je tedaj na tem mestu gotovo stala cerkev. To izpričuje del zvonika (verjetno iz 15. stol.), ki ima v pritličnem delu gotski križnorebrasti obok.
Prvotna majhna cerkev z lesenim oltarjem se prvič omenja šele 1545 v vizitacijskem zapisu. Sedanjo cerkveno zgradbo je dal leta 1725 zgraditi tedanji ljubljanski škof Žiga Feliks Schrattenbach. Cerkev je bila posvečena leta 1737, ko je na Bizeljskem vikarjeval Tomaž Kapler. Leta 1818 je bil verjetno povišan zvonik in prizidana oz. predelana zakristija. V letih 1851 in 1852 so vso cerkev prenovili. Cerkev je bila prenovljena še leta 1936 in nazadnje v  letih 2002–2005.

## Arhitektura
Cerkveno stavbo sestavljajo zvonik, pravokotna cerkvena ladja z banjastim obokom in dvema kvadratnima stranskima kapelama. Prezbiterij je tristrano sklenjen in banjasto obokan. Stene baročne ladje so členjene z močnimi pilastri (nosilci obokov).
Sedanja cerkev z baročnim izgledom je bila zgrajena med letoma 1725–1737 na mestu srednjeveške prednice, od katere je ohranjen le del zvonika. Leta 1818 je bil povišan zvonik in prizidana zakristija.

## Notranja oprema
Baročni oltar sv. Janeza Nepomuka v južni stranski kapeli je iz 2. polovice 18. stol, prižnica pa iz 1854. Baročna sta tudi kropilnika pod zvonikom. Severna stranska kapela je posvečena Mariji. Oltarna slika sv. Lovrenca izvira iz leta 1854. Fresko poslikavo notranjosti, ki jo je leta 1936 naslikal slikar Fras iz Slivnice pri Mariboru, je bila leta 2003 restavrirana. Orgle neznane orglarja iz leta 1800 so bile prav tako prenovljene leta 2003. Slike križevega pota je cerkvi daroval tedanji kaplan, sedaj blaženi Anton Martin Slomšek.